# 曲靖宣慰司
曲靖宣慰司，又称曲靖等处宣慰司兼管军民万户府，元朝在云南设立的机构。
曲靖宣慰使是从二品，治所在曲靖路（治今云南省曲靖市），属云南等处行中书省。分管曲靖路、普安路、普定路（今贵州省安顺市）、澂江路（云南省澄江县）等四路军民政务。辖境相当今云南东部和贵州西部小部分地区。设置宣慰使三人，同知、副使各一人。 